# Ахенбах, Ян
Ян Древес Ахенбах (англ. Jan Drewes Achenbach; 20 августа 1935, Леуварден, Нидерланды — 22 августа 2020) — американский учёный. Профессор (эмерит) Северо-Западного университета.
Член Национальной инженерной академии США (1982), Национальной академии наук США (1992).

## Биография
Окончил Делфтский технический университет (1959) со степенью магистра наук.
Степень доктора философии получил в Стэнфорде в 1962 году.
Член Американской академии наук и искусств (1994).
Среди его наград:
- Медаль Тимошенко (1992)
- Медаль Уильяма Прагера[англ.] (2001)
- Национальная медаль США в области технологий и инноваций (2003)
- Национальная научная медаль США (2005)
- Медаль Рэймонда Миндлина[нем.] (2009)
- Медаль Теодора фон Кармана (2010)
- Медаль ASME (2012)
- Премия Уильяма Проктера за научные достижения (2016).